# NGC 6736
NGC 6736 (również PGC 62792) – galaktyka eliptyczna (E2), znajdująca się w gwiazdozbiorze Pawia. Odkrył ją John Herschel 8 czerwca 1836 roku.